# Auditorio Pilar Garcia Peña
Auditorio Pilar Garcia Peña är en amfiteater i Spanien.   Den ligger i provinsen Provincia de Madrid och regionen Madrid, i den centrala delen av landet, 9 km nordost om huvudstaden Madrid. Auditorio Pilar Garcia Peña ligger 643 meter över havet.
Terrängen runt Auditorio Pilar Garcia Peña är platt, och sluttar österut. Runt Auditorio Pilar Garcia Peña är det mycket tätbefolkat, med 5 598 invånare per kvadratkilometer. Närmaste större samhälle är Madrid, 9,3 km sydväst om Auditorio Pilar Garcia Peña. Omgivningarna runt Auditorio Pilar Garcia Peña är i huvudsak ett öppet busklandskap.